# Glauco
Glauco, na mitologia grega, era uma divindade marinha cujas origens divergem em diferentes fontes. A sua história mais conhecida é aquela contada por Ovídio.
Na peça Orestes de Eurípides, Glauco era filho de Nereu, tendo ajudado Menelau e os argonautas nas suas jornadas.
Ateneu de Náucratis (contemporâneo do imperador Marco Aurélio), em seu livro O banquete dos eruditos, após mencionar um peixe chamado glaucus, faz um resumo das várias versões sobre a origem de Glauco.

## Versão de Ovídio
Segundo essa versão, Glauco nasceu um mortal, vivendo como pescador. Descobrindo acidentalmente uma erva mágica que conseguia trazer os peixes que apanhava de volta à vida, decidiu experimentá-la em si mesmo. Após comer da erva, Glauco também pulou na água, seguindo o exemplo dos peixes que reviveram. Foi acolhido pelas divindades aquáticas, e com o consentimento dos deuses Oceano e  Tétis, foi lavado de tudo que era mortal, tornando-se imortal, e tendo sua forma mudada: seus cabelos se tornaram verdes como o mar, seus ombros alargaram-se e suas pernas se transformaram em uma cauda de peixe.

## Amores de Glauco
Glauco apaixonou-se por Cila, uma bela ninfa, mas não foi correspondido: a ninfa sempre se afastava da água quando ele tentava aproximar-se, assustada pela aparência dele. O deus recorreu então à ajuda da feiticeira Circe, pedindo-lhe que preparasse uma poção que fizesse que Cila o amasse. Porém, estando a própria bruxa já apaixonada por ele, tentou dissuadi-lo com palavras afetuosas. Ele, contudo, afirmou que árvores cresceriam no fundo do mar e algas no cimo das montanhas antes que ele deixasse de amar Cila.
Enfurecida, Circe enfeitiçou a fonte em que Cila se banhava, para que esta se tornasse um monstro de doze pés e seis cabeças. Então, quando Cila finalmente entrou na fonte, viu serpentes na água. Tentando fugir, deu-se conta de que as serpentes eram na verdade o seu próprio corpo. A ninfa foi chorar a Glauco, que a recusou devido à sua aparência terrível. Circe esperou a visita do deus, mas ele, sabendo ter sido obra dela, não a perdoou pela crueldade.
Glauco ainda tentou o amor de Ariadne, abandonada por Teseu na ilha de Naxos, mas, também não a conseguiu, pois Dioniso a desposou.